# Tennessee Volunteers
Als Tennessee Volunteers oder kurz Tennessee Vols bezeichnen sich die Sportmannschaften der University of Tennessee. Lediglich im außerordentlich erfolgreichen Damen-Basketball spricht man von den Lady Volunteers. Die Farben der Athletikabteilung sind Orange und Weiß. Orange ist mit dem College verbunden und geht auf die American Daisy zurück.

## Herleitung des Namens
Einer der Beinamen Tennessees ist der offizielle Spitzname Volunteer State – „Staat der Freiwilligen“. Er stammt aus der Zeit des Britisch-Amerikanischen Krieges, in dem zahlreiche Bürger Tennessees als Freiwillige für ihr Land kämpften.

## Sportarten

### American Football
Die bekannteste Abteilung ist die American-Football-Mannschaft aus Knoxville, Tennessee in den Vereinigten Staaten. Sie spielen in der zur National Collegiate Athletic Association (NCAA) gehörenden Southeastern Conference. Die Heimspiele werden im Neyland Stadium, das eine Kapazität von 102.455 Plätzen hat, ausgetragen.
In den Jahren 1938, 1940, 1950, 1951, 1967 und 1998 konnte die nationale Meisterschaft gewonnen werden.
Rivalitäten bestehen zu den Colleges von Alabama, Auburn, Florida, Georgia, Georgia Tech, Kentucky und Vanderbilt.

#### Bekannte ehemalige Spieler
- Doug Atkins: zweifacher NFL-Meister
- Beattie Feathers: zweifacher All-Pro
- Alvin Kamara
- Peyton Manning: zweifacher Super-Bowl-Sieger
- Jakob Johnson
- Reggie White: Super-Bowl-Sieger

### Basketball
Das Basketball-Team der Tennessee Lady Volunteers oder kurz Lady Vols ist seit Beginn des NCAA-Sponsorings in bislang jedem Turnier der NCAA Division I Basketball Championship vertreten gewesen und gewann es zwischen 1987 und 2008 insgesamt achtmal. Der Rekordmeister wurde zwischen 1974 – also noch zu Zeiten der Association for Intercollegiate Athletics for Women (AIAW) – und 2012 von Pat Summitt gecoacht. Bisher bestes Ergebnis der Herren war das Erreichen der Elite Eight im Jahr 2010.

### Weitere Sportarten
Weitere Sportarten des Colleges neben American Football sind u. a. Baseball für Herren, Fußball, Rudern, Softball und Volleyball für Damen sowie Crosslauf, Golf, Leichtathletik in Halle und unter freiem Himmel, Schwimmen/Tauchen und Tennis. Abseits der Athletikabteilung und der NCAA spielen Herren-Teams Rugby in der Southeastern Collegiate Rugby Conference und Lacrosse in der Men’s Collegiate Lacrosse Association.